# Comuna Zîrnești, Cahul
Zîrnești este o comună din raionul Cahul, Republica Moldova. Cuprinde satele Paicu, Tretești și Zîrnești.

## Administrație și politică
Componența Consiliului local Zîrnești (11 consilieri), ales la 5 noiembrie 2023, este următoarea:
|  | Partid                                      | Consilieri | Componență | Componență | Componență | Componență | Componență | Componență | Componență |
|  | ------------------------------------------- | ---------- | ---------- | ---------- | ---------- | ---------- | ---------- | ---------- | ---------- |
|  | Partidul Democrat Modern din Moldova        | 7          |            |            |            |            |            |            |            |
|  | Partidul Acțiune și Solidaritate            | 3          |            |            |            |            |            |            |            |
|  | Partidul Comuniștilor din Republica Moldova | 1          |            |            |            |            |            |            |            |